# I am I
「I am I」は、日本の歌手・大原櫻子の10作目のシングル。

## 概要
通常盤、「I am I」ミュージックビデオが収録された「初回限定盤」、キーホルダーが付いた「完全生産限定盤」の3形態で発売された。

## 収録曲

### CD
1. I am I
(ドラマパラビ「びしょ濡れ探偵 水野羽衣」主題歌)
2. 未完成のストーリー
(AbemaTV「恋する♥ホームステイ」主題歌)
3. 泣きたいくらい-English ver.-

### DVD
1. 「I am I」ミュージックビデオ(初回限定盤)